# Suzuki Advanced Three-way Cooling System
SATCS staat voor: Suzuki Advanced Three-way Cooling System en is een koelsysteem voor de Suzuki GSX 400 X Impulse motorfiets.
Het koelsysteem zorgt ervoor dat de cilinderkop vloeistofgekoeld en de cilinders luchtgekoeld worden. Verder wordt het inwendige van het blok uiteraard ook nog door de olie gekoeld. Dit systeem is niet te verwarren met SACS, waarbij de oliekoeling het belangrijkst is.